# Oecetis purusamedha
Oecetis purusamedha är en nattsländeart som beskrevs av Schmid 1995. Oecetis purusamedha ingår i släktet Oecetis och familjen långhornssländor. Inga underarter finns listade i Catalogue of Life.